# メキシコ第二帝政

メキシコ帝国
Imperio Mexicano (スペイン語)

国の標語: Equidad en la Justicia（スペイン語）
正義の中の公平国歌: Himno Nacional Mexicano（スペイン語）
メキシコの国歌

建国時のメキシコ第二帝国の領土

メキシコ第二帝政（メキシコだいにていせい、スペイン語: Imperio Mexicano）は、1864年から1867年までの君主制下のメキシコの通称である。正式国名はメキシコ帝国。

## 成立
アメリカ大陸に君主制の同盟国を樹立しようと企てたフランス皇帝ナポレオン3世の支持を得たメキシコ議会によって樹立された。
ハプスブルク家のオーストリア大公フェルディナント・マクシミリアンがメキシコ皇帝マクシミリアーノ1世として戴冠することが国民投票で承認された。

## 背景
メキシコのアセンダードら保守派人士は、フランスのみならずオーストリアやベルギーの王家からの支持も得て、この内政干渉を助長し、300年にわたるヌエバ・エスパーニャ副王領の時代や独立後のメキシコ皇帝アグスティン1世の短期間の帝政のようにメキシコに君主制を樹立しようと企てた。
主に当時メキシコ国内で大多数であった保守的なカトリック教徒から支持が寄せられ、先住民出身のベニート・フアレス政権下で惨状に至っていた政情不安や革命の繰り返しを終わらせ、政情を安定化することを目指すメキシコ貴族から主な資金が寄せられた。

## 歴史

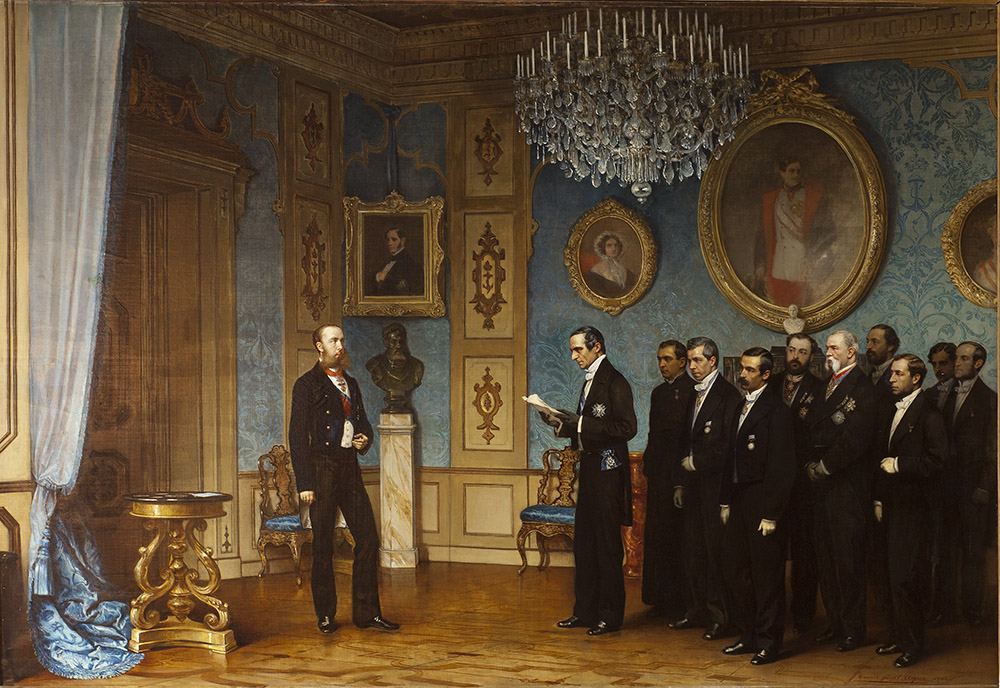
1863年、ミラマーレでマクシミリアンにメキシコ帝冠受諾を請願するメキシコ代表団

マクシミリアーノ皇帝の統治も絶えず続く紛争で影が差した。1864年にベルギー国王レオポルド1世の王女メキシコ皇后カルロタとともに渡墨すると、マクシミリアンを支持する保守派と相対立するベニート・フアレス率いる自由主義者は政争の最中にあった。両派は相対する政府を樹立し、保守派はメキシコシティを拠点として中央メキシコを支配し、自由主義者はベラクルスを拠点とした。保守派はヨーロッパ、特にスペイン女王イサベル2世やフランス皇帝ナポレオン3世から資金提供を受け、自由主義者は1865年に南北戦争を終えたアメリカ合衆国大統領リンカーンとジョンソンを後ろ盾とした。
1867年にマクシミリアンは廃位され、ベニート・フアレスの命令でケレタロ近郊のセロ・デ・ラス・カンパナスで処刑された。
マクシミリアンは保守派にとっては自由主義的に過ぎ、自由主義者にとっては保守的に過ぎたのである。マクシミリアンはメキシコに宿命を感じ、大いに献身した。マクシミリアンはメキシコ第一帝政の皇帝アグスティン・デ・イトゥルビデの遺孫を養子にしていた。2019年現在その子孫のマクシミリアン・フォン・ゲッツェン＝イトゥルビデがメキシコ帝位請求者となっている。

## 地域区分
帝国は50の県（departamentos）に区分されていた。

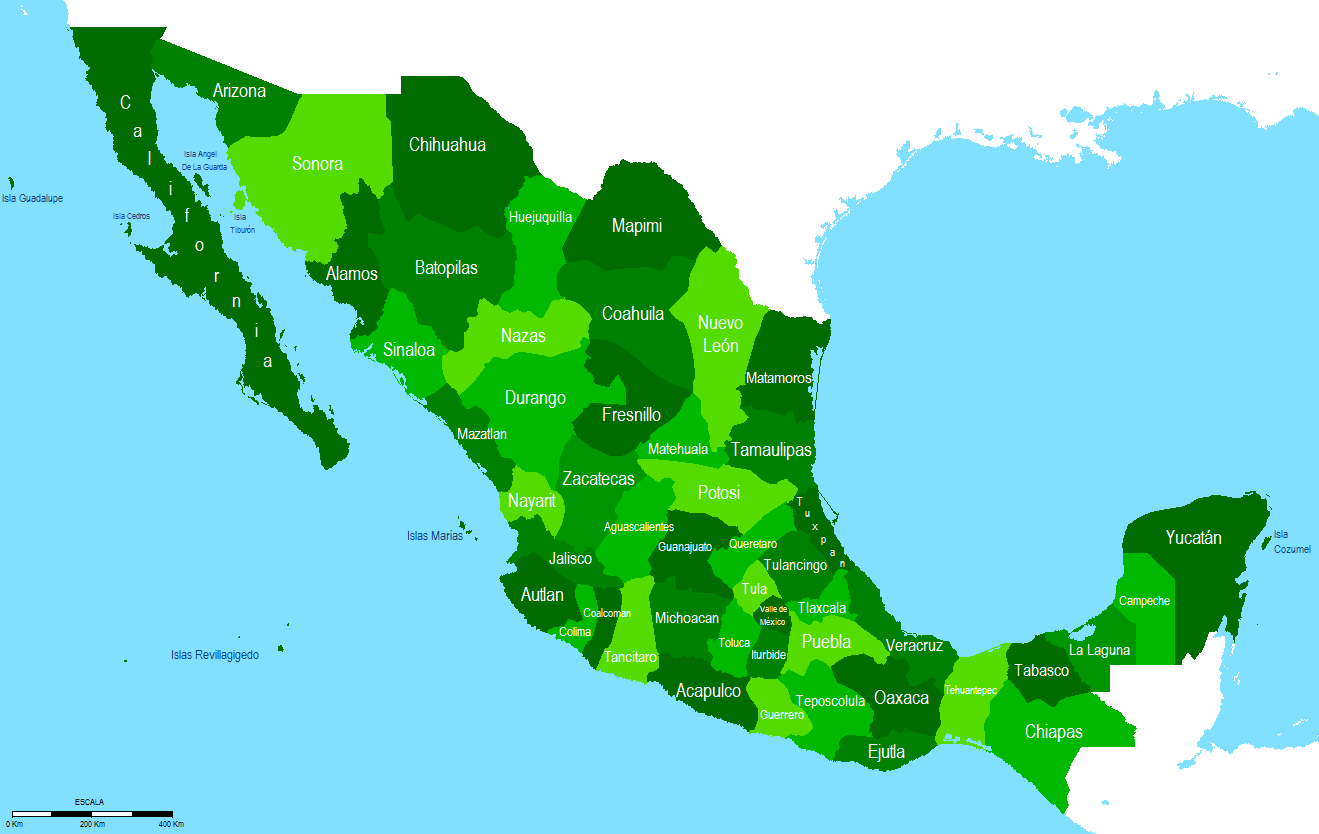
メキシコ第二帝国の県

| - アカプルコ - アグアスカリエンテス - アラモス - アリゾナ - アウトラン - バトピラス - カリフォルニア - カンペチェ - チアパス - チワワ - コアウイラ - コアルコマン - コリマ - ドゥランゴ - エフトラ | - エル・ポトシ - フレスニヨ - グアナフアト - ゲレーロ - ウエフキリャ - イトゥルビデ - ハリスコ - ラ・ラグーナ - マピミ - マタモロス - マテワラ - マサトラン - ミチョアカン - ナヤリット - ナサス | - ヌエボ・レオン - オアハカ - プエブラ - ケレタロ - シナロア - ソノラ - タバスコ - タマウリパス - タンシタロ - テワンテペク - テポスコルラ - トラスカラ - トルーカ - トゥーラ - トゥランシンゴ | - トゥスパン - バジェ・デ・メヒコ - ベラクルス - ユカタン - サカテカス |

## フランスの役割
ナポレオン3世の心中には単にフランスの借款を回収する以上の野心的な狙いがあった。ウジェニー皇后から大きな影響を受け、メキシコの君主制を復活させようとしたのである。
1861年以前にはアメリカ合衆国は欧州列強によるメキシコに対するいかなる内政干渉もアメリカ合衆国への挑戦とみなしていたため、各国は両国と紛争を引き起こさないようにしていた。しかし1861年にアメリカ合衆国は南北戦争の渦中に巻き込まれ、ワシントン政府には他国に干渉する余力がなくなった。メキシコのカトリック教会の擁護者を自任するウジェニー皇后に勧められ、ナポレオン3世はその隙を突いた。
ナポレオン3世はフランスが西半球の近代化に大きな影響力を得るのみならず南アメリカ市場の獲得を可能にする機会を捉えた。異父弟モルニー公爵がメキシコ国債の大口保有者であったことも拍車をかけた。

## 年表
- 1832年：フェルディナント・マクシミリアン大公が7月6日に、フランツ・カール大公とゾフィー妃の次男としてウィーンのシェーンブルン宮殿で生まれる。
- 1851年：帝国海軍大尉となる。
- 1856年：トリエステのアドリア港付近にミラマーレ城の建設が始まる。
- 1857年：フェルディナント・マクシミリアンが北イタリアのロンバルド＝ヴェネト総督に任命される。7月27日にベルギー王女シャルロットとブリュッセルで結婚する。
- 1859年：4月19日に総督を解任される。フランスとピエモンテ＝サルデーニャの間に戦争が勃発する。
- 1861年：ナポレオン3世がマクシミリアンをメキシコ皇帝候補に推挙する。
- 1863年：10月にメキシコの代表団がミラマーレに到着しマクシミリアンとシャルロッテに帝冠受諾を請願する。マクシミリアンが国民投票による賛成を条件として受諾する。
- 1864年：4月14日にマクシミリアンとシャルロッテがオーストリア船ノヴァーラに乗ってミラマーレを離れメキシコへ出航する。
- 1865年：南北戦争が終結する。フランスにモンロー主義を守るように圧力がかかる。
- 1865年：マクシミリアンがドン・アグスティンとドン・サルバドールを養子にする。
- 1866年：ナポレオン3世がフランス軍のメキシコ撤退を命令する。マクシミリアン皇帝がメキシコ脱走を拒否する。シャルロッテが援助要請のために渡欧するが被害妄想が進行し精神を病む。共和国軍がメキシコを進軍する。
- 1867年：マクシミリアンと帝国軍がケレタロの町で包囲される。町が内通により72日後に陥落する。6月19日にマクシミリアン皇帝と二人の王党派将軍が鐘の丘で共和国軍銃殺執行隊により処刑される。
- 1868年：1月18日にマクシミリアンの遺体が祖先の眠るウィーンのカプツィーナー教会皇帝納骨堂に葬られる。

## 大衆文化
1970年の映画『真昼の死闘』はメキシコ第二帝政期のメキシコを舞台にしている。クリント・イーストウッドとシャーリー・マクレーン演じる二人の主人公がメキシコの抵抗勢力を助け、ついにはフランスの駐屯軍に打ち勝たせる。
1969年の映画『大いなる男たち』はジョン・ウェインとロック・ハドソンを主演にフランスのメキシコ出兵の時代の出来事を描き、また、南軍のスターリング・プライス将軍が南北戦争後にメキシコへ敗走し、マクシミリアン軍に加わろうとした史実を基にしている。
1965年の映画『ダンディー少佐』はチャールトン・ヘストンとリチャード・ハリスを主演に南北戦争末期にメキシコへ渡り、フランス軍と戦った北軍（ガルヴァナイズド・ヤンキースを含む）の苦悩を描いている。
1954年の映画『ベラクルス』もメキシコを舞台にしており、マクシミリアンが登場し、ゲイリー・クーパーとバート・ランカスター演じる銃撃戦がチャプルテペク城で繰り広げられる。マクシミリアンの役は、1866年当時の皇帝よりも20歳年上である54歳のジョージ・マクレディが演じている。
1939年の映画『革命児ファレス』はポール・ムニがベニート・フアレス役、ベティ・デイヴィスがカルロタ皇后役、ブライアン・エイハーンがマクシミリアン役として出演する。本作は一部、バーティータ・ハーディングの小説ファントム・クラウン（1937年）を基にしている。
メキシコの大衆文化では、『エル・カルアヘ』（1967年）のようなメロドラマ、演劇、映画やフェルナンド・デル・パソの『ノティシアス・デル・インペリオ』（1987年）のような歴史小説がある。伝記、回顧録や小説が1860年代から出版されており、最近のものではギリシャ王子ミハイルのザ・エンプレス・オブ・フェアウェルズが諸言語で手に入る。